# Сухинский, Александр Васильевич
Александр Васильевич Сухинский (1848—1917) — русский артиллерист, генерал от артиллерии. Начальник Охтинского порохового завода и совещательный член  Артиллерийского комитета при Главном артиллерийском управлении.

## Биография
Родился 16 (28) октября 1848 года в Полтаве, происходил из дворян Харьковской губернии.
В службу вступил в 1865 году после окончания Орловского Бахтина кадетского корпуса. В 1868 году после окончания Михайловского артиллерийского училища по I разряду выпущен подпоручиком в 3-ю резервную артиллерийскую бригаду. В 1870 году произведён в поручики, в 1872 году в штабс-капитаны.
В 1873 году окончил курс Михайловской артиллерийской академии по I разряду с занесением имени на мраморную доску академии. 26 августа 1873 года зачислен офицером по особым поручениям на Охтинский пороховой завод. В 1874 году был переведён в гвардию с переименованием в поручики гвардии, в 1875 году произведён в штабс-капитаны гвардии, в 1878 году в капитаны гвардии. В 1883 году был назначен помощником начальника Охтинских заводов для выделывания пороха и взрывчатых веществ. В 1886 году был произведён в полковники гвардии. В 1887 году А. В. Сухинский был удостоен золотой медали Михайловской премии за рецензии на Конференции Михайловской артиллерийской академии. 
С 1891 года Сухинский помимо основной деятельности являлся совещательным членом  Артиллерийского комитета при Главном артиллерийском управлении. 14 мая 1896 года был произведён в генерал-майоры. С 1899 по 1902 год — начальник Охтинских заводов для выделывания пороха и взрывчатых веществ. В 1902 году был назначен начальником Охтинского порохового завода с оставлением в составе совещательных членов Артиллерийского комитета. 29 марта 1909 года произведён в генерал-лейтенанты. 31 декабря 1913 года был произведён в генералы от артиллерии, с увольнением в отставку.
Его братья Николай и Пётр также являлись генералами.
Скончался 10 (23) февраля 1917 года в Петрограде.

## Награды
- Орден Св. Станислава 3-й ст. (1875)
- Орден Св. Анны 3-й ст. (1879)
- Орден Св. Станислава 2-й ст. (1883)
- Орден Св. Анны 2-й ст. (1887)
- Орден Св. Владимира 4-й ст. (1888)
- Орден Св. Владимира 3-й ст. (1891)
- Орден Св. Станислава 1-й ст. (1903)
- Орден Св. Анны 1-й ст. (1906)
- Орден Св. Владимира 2-й ст. (1913)
- Михайловская премия (1887)